# Liste von Bergwerken im Ennepe-Ruhr-Kreis

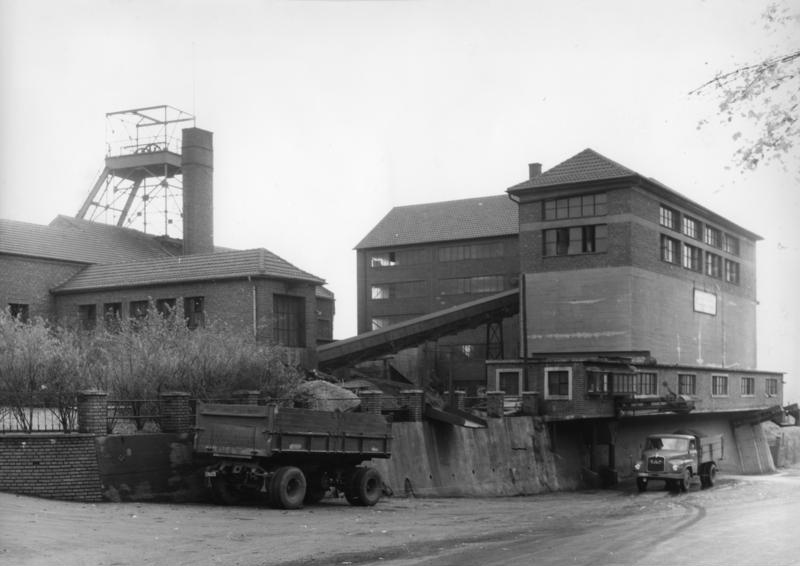
Zeche Aurora, Hattingen, 1959

Die Liste von Bergwerken im Ennepe-Ruhr-Kreis umfasst die stillgelegten Bergwerke im Ennepe-Ruhr-Kreis. Sie zählen zum Rheinisch-Westfälischen Kohlenrevier.

## Geschichte
Das Muttental in Witten gilt als die Wiege des Ruhrbergbaus. Von den frühesten Anfängen zeugen die Pingen. Gefördert wurden insbesondere Steinkohle und Kohleneisenstein in Stollen- und Schachtbergwerken. Heute erinnern das LWL-Industriemuseum Zeche Nachtigall und der Bergbauwanderweg Muttental an die Bergbaugeschichte.

## Liste
Die Zeitpunkte bedeuten ggf. auch den Verleih der Rechte, Beginn der Teufe, bzw. Verfüllung und Abriss bis zur endgültigen Schließung. Ggf. standen die Anlagen auch zwischenzeitlich still.

### Breckerfeld
| Name                        | Stadt und Ortsteil       | Beginn    | Ende | Anmerkungen   |
| --------------------------- | ------------------------ | --------- | ---- | ------------- |
| Behlingen I                 | Breckerfeld / Voerde     | 1859 (um) |      | Eisen         |
| Breckerfeld I               | Breckerfeld              | 1857 (um) |      | Eisen         |
| Breckerfeld III             | Breckerfeld              | 1858 (um) |      | Eisen         |
| Breckerfeld VI              | Breckerfeld              | 1858 (um) |      | Eisen         |
| Breloh III                  | Breckerfeld              | 1857 (um) |      | Eisen         |
| Breloh IV                   | Breckerfeld              | 1857 (um) |      | Eisen         |
| Grube Carl                  | Breckerfeld / Brenscheid | 1852 (um) |      | Kupfer        |
| Grube Esperance             |                          |           |      | Roteisenerz   |
| Friedrichs Zeche            | Ebbinghausen             |           |      | Kupfer        |
| Jehovah Sieg bei Königgrätz | Breckerfeld              | 1868 (um) |      | Kupfer / Zink |
| Neuenloh I                  | Breckerfeld              | 1858 (um) |      | Eisen         |
| Oberkotthausen              | Breckerfeld / Waldbauer  | 1856 (um) |      | Eisen         |
| Schöpplenberg               | Breckerfeld / Waldbauer  | 1856 (um) |      | Eisen         |
| Schweflinghausen I          | Breckerfeld              | 1857 (um) |      | Eisen         |
| Grube Silberberg            |                          |           |      |               |
| Zur Straße I                | Waldbauer                | 1856 (um) |      | Eisen         |
| Zur Straße II               | Waldbauer                | 1856 (um) |      | Eisen         |
| Zur Straße V                | Waldbauer                | 1858 (um) |      | Eisen         |

### Ennepetal
| Name       | Stadt und Ortsteil | Beginn     | Ende | Anmerkungen                                               | Lage |
| ---------- | ------------------ | ---------- | ---- | --------------------------------------------------------- | ---- |
| Bilstein   | Bilstein           | 1856       |      | Eisen                                                     |      |
| Johannes   | Bilstein           | 1790 (vor) | 1919 | Eisen; Tiefer Stollen mit ca. 300 m Länge; Wilhelmstollen | ⊙    |
| Louise     | Ennepetal          | 1858 (um)  |      | Kupfer                                                    |      |
| Siegfried  | Bilstein           | 1818       |      | Kupfer                                                    | ⊙    |
| Silberberg | Ebbinghausen       | 1859 (um)  |      | Kupfer, Blei                                              |      |
| Wilhelm    | Bilstein           | 1790 (vor) |      | Eisen                                                     |      |

### Hattingen
| Name                               | Stadt und Ortsteil               | Beginn   | Ende | Anmerkungen |
| ---------------------------------- | -------------------------------- | -------- | ---- | --- |
| Adolph                             | Hattingen-Welper                 | 1830     |      | |
| Aetna                              | Hattingen-Niederwenigern         |          | 1888 | |
| Alfredo                            | Hattingen-Welper                 | 1951     | 1953 | |
| Alter Baum                         | Hattingen-Welper                 | 1764     |      | |
| Altland                            | Hattingen-Holthausen             | 1949     | 1950 | |
| Anna                               | Hattingen-Holthausen             |          | 1952 | |
| Anna & Maria                       | Hattingen-Welper                 |          |      | |
| Antonia                            | Hattingen-Holthausen             | 1950     | 1954 | |
| Antonius                           | Hattingen-Bredenscheid           |          | 1962 | |
| Arnold und Jacob                   | Hattingen-Holthausen             |          | 1958 | |
| Auf der Höhe                       | Hattingen-Holthausen             | 1955     | 1961 | |
| Aufgottgewagt & Ungewiß            | Hattingen-Niederbonsfeld         | 1951     | 1960 | |
| Aurora                             | Hattingen-Holthausen             | 1834     |      | |
| Aurora                             | Hattingen-Niederholthausen       | 1939     | 1965 | |
| Barbara                            | Hattingen                        |          |      | |
| Bergmannsglück                     | Hattingen-Stüter                 |          | 1954 | |
| Blankenburg                        | Hattingen                        | 1865     |      | |
| Böse & Beck                        | Hattingen-Holthausen             |          | 1953 | |
| Bräutigam                          | Hattingen-Bredenscheid           |          | 1875 | |
| Braut                              | Hattingen-Bredenscheid           |          | 1860 | |
| Bredenscheid                       | Hattingen-Stüter                 |          | 1952 | |
| Burg                               | Hattingen-Welper                 | 1845     |      | |
| Carl Funke                         | Hattingen                        | 1899     |      | |
| Christ Sieger Erbstollen           | Hattingen-Elfringhausen          |          |      | |
| Cleverbank                         | Hattingen                        |          |      | |
| Constanze                          | Hattingen-Durchholz              |          |      | |
| Cornelius                          | Hattingen-Niederbredenscheid     | 1838     | 1861 | |
| Damm                               | Hattingen-Holthausen             | 1950     |      | |
| Deutschland Kokerei                | Hattingen                        | 1913     | 1919 | |
| Edelsteinberg                      | Hattingen-Bredenscheid           | 1950     | 1962 | |
| Edeltraut Erbstollen               | Hattingen-Bredenscheid           | 1850     | 1858 | |
| Vereinigte Edeltraud               | Hattingen-Bredenscheid           | 1858     | 1895 | |
| Elias Erbstollen                   | Hattingen-Blankenstein           | 1922     | 1930 | |
| Elly, Stollen                      | Hattingen-Bredenscheid           | 1953     | 1956 | |
| Elma, Stollen Knäpper              | Hattingen-Holthausen             |          | 1952 | |
| Erlbruch                           | Hattingen-Oberstüter             |          | 1962 | |
| Eros                               | Hattingen-Holthausen             |          | 1961 | |
| Eugen-Schacht                      | Hattingen-Holthausen             |          | 1965 | |
| Ewald Asbach                       | Hattingen                        |          | 1923 | |
| Feigenbaum                         | Hattingen-Bonsfeld               | 1838     | 1923 | |
| Franz, Stollenbetrieb              | Hattingen-Niederwenigern         |          | 1962 | |
| Freiheit                           | Hattingen-Holthausen             | 1776     | 1895 | |
| Friede                             | Hattingen-Baak                   |          |      | |
| Friedliche Nachbar                 | Hattingen-Bredenscheid           | 1816     | 1907 | Nachfolgenutzung durch Rabe I/II, 1949 umbenannt in Zeche Friedlicher Nachbar                                                     |
| Friedrich                          | Hattingen-Niederwenigern         |          |      | |
| Friedrich Anton                    | Hattingen-Niederwenigern         |          |      | |
| Frisch Gewagt                      | Hattingen-Stüter                 |          | 1960 | |
| Geduld                             | Hattingen-Stüter                 | 1832     | 1964 | |
| Geitling, Stollenbetrieb           | Hattingen-Niederwenigern         |          | 1955 | |
| Gesegnete Schiffahrt               | Hattingen-Blankenstein           | 1732     | 1820 | |
| Glücksstern                        | Hattingen-Bredenscheid           |          | 1972 | |
| Glücklicher Hermann                | Hattingen-Blankenstein           | 1811     | 1820 | |
| Gustav                             | Hattingen-Bredenscheid           |          | 1959 | |
| Gustav Carl                        | Hattingen-Bredenscheid           | vor 1867 | 1888 | |
| Gutglück                           | Hattingen-Niederwenigern         | 1849     | 1872 | |
| Heinrich Wilhelm                   | Hattingen-Bredenscheid           | 1833     | 1862 | |
| Helena Amalia                      | Hattingen-Bredenscheid           |          |      | |
| Hermann                            | Hattingen-Blankenstein           | 1732     | 1811 | |
| Hermanns Gesegnete Schiffahrt      | Welper, Ludwigstal, Blankenstein | 1820     | 1967 | 1820 bis 1875, 1923 bis 1924, zuletzt 1955 bis 1967 als Kleinzeche unter der Gewerkschaft Wippsterz, später Gewerkschaft Hausbach |
| Hasselbecke                        | Hattingen                        |          |      | |
| Herzkämper Erbstollen              | Hattingen                        |          |      | |
| Vereinigte Himmelskrone            | Hattingen                        | 1854     | 1862 | |
| Hoffnungsthal                      | Hattingen-Bredenscheid           | 1851     | 1925 | |
| Hoffnungsthal & Hülsiepenbank      | Hattingen-Bredenscheid           |          | 1904 | |
| Holthausen                         | Hattingen-Holthausen             |          |      | |
| Hülsiepenbank                      | Hattingen                        | 1684     |      | |
| Isenberg                           | Hattingen-Niederwenigern         | 1854     | 1869 | |
| Jalousie                           | Hattingen-Bredenscheid           | 1769     | 1880 | |
| Johann Heinrich                    | Hattingen-Bredenscheid           | 1846     | 1906 | |
| Johannessegen                      | Hattingen-Bredenscheid           | 1793     | 1925 | |
| Jungmann                           | Hattingen-Hammerthal             | 1759     | 1939 | |
| Kuh                                | Hattingen-Stüter                 | 1734     |      | |
| Lange                              | Hattingen-Niederstüter           | 1956     | 1961 | Kleinzeche |
| Lembeck, Stollen                   | Hattingen                        |          | 1950 | |
| Maria & Monika                     | Hattingen-Bredenscheid           |          | 1960 | |
| Mathias Erbstollen                 | Hattingen-Baak                   |          |      | |
| Mercur                             | Hattingen-Baak                   |          | 1880 | |
| Mirbank                            | Hattingen-Niederstüter           | 1704     | 1795 | |
| Mühlenbank                         | Hattingen-Holthausen             | 1739     | 1875 | |
| Müsen                              | Hattingen-Welper                 | 1852     |      | |
| Neu Lahn                           | Hattingen-Welper                 |          |      | |
| Neuglück                           | Hattingen                        | 1775     | 1948 | |
| Neu-Hattingen                      | Hattingen                        | 1780     | 1870 | |
| Petrus Segen                       | Hattingen-Bredenscheid           | 1791     | 1963 | |
| Piepers Stollenbetrieb             | Hattingen-Holthausen             |          | 1960 | |
| Plessbach                          | Hattingen                        | 1919     | 1962 | |
| Polarstern                         | Hattingen-Niederstüter           |          | 1939 | |
| Rabe                               | Hattingen-Bredenscheid           | 1873     | 1902 | |
| Kleinzeche Rabe                    | Hattingen-Bredenscheid           | 1946     | 1962 | ab 1951 als Zeche Edelsteinberg I                                                                                                 |
| Rauendahl                          | Hattingen-Baak                   |          |      | |
| Renata                             | Hattingen-Stüter                 |          |      | |
| Ruhrtal                            | Hattingen-Winz                   | 1949     | 1954 | |
| Ruth                               | Hattingen-Holthausen             |          |      | |
| Saufberg                           | Hattingen-Blankenstein           | 1727     | 1888 | |
| Vereinigte Schierbank              | Hattingen-Welper                 | 1803     | 1849 | |
| Schwarzer Rabe                     | Hattingen-Bredenscheid           | 1737     | 1902 | ab 1873 als Zeche Rabe |
| Sieben Söhne                       | Hattingen-Winz                   |          | 1957 | |
| Selle & Knäpper                    | Hattingen-Bredenscheid-Stüter    | 1948     | 1949 | Kleinzeche |
| St. Mathias Erbstollen             | Hattingen-Baak                   | 1929     | 1932 | |
| Stephansburger Erbstollen          | Hattingen-Winz                   | 1790     | 1888 | |
| Teufelsberg                        | Hattingen-Holthausen             |          | 1954 | |
| Thorenbank                         | Hattingen-Dumberg                | 1753     | 1898 | |
| Tonne                              | Hattingen-Bredenscheid           | 1951     | 1958 | Kleinzeche |
| Trappmann                          | Hattingen-Holthausen             |          | 1960 | |
| Unterste Kuh                       | Hattingen                        | 1727     | 1910 | |
| Valeria                            | Hattingen-Bredenscheid           | 1839     | 1907 | |
| Der Vater                          | Hattingen-Winz                   | 1850     |      | |
| Vereinigte Aufgottgewagt & Ungewiß | Hattingen-Niederbonsfeld         | 1853     | 1923 | |
| Verlohrner Sohn                    | Hattingen-Winz                   | 1839     | 1924 | |
| Vogelbruch                         | Hattingen-Oberstüter             | 1792     | 1880 | |
| Westfälische Kohlenwerke           | Hattingen-Bredenscheid           | 1899     | 1905 | |
| Vereinigte Wildenberg & Vogelbruch | Hattingen-Bredenscheid           | 1814     | 1912 | |
| Wodan                              | Hattingen-Bredenscheid           | 1839     | 1902 | Zuerst als Zeche Gottesgabe |
| Zufälligglück                      | Hattingen                        | 1838     | 1897 | |

### Herdecke
| Name      | Stadt und Ortsteil | Beginn    | Ende | Anmerkungen |
| --------- | ------------------ | --------- | ---- | ----------- |
| Gotthilf  | Herdecke           | 1822 (um) |      | Steinkohle  |
| Hortensia | Herdecke           | 1836      | 1948 |             |

### Gevelsberg
| Name                | Stadt und Ortsteil   | Beginn    | Ende | Anmerkungen               |
| ------------------- | -------------------- | --------- | ---- | ------------------------- |
| Bessredich          | Gevelsberg-Silschede | 1840 (um) |      | Steinkohle                |
| Dachs & Grevelsloch | Gevelsberg           |           |      |                           |
| Kleinigkeit         | Gevelsberg-Silschede | 1821 (um) |      | Steinkohle                |
| Sengsbank           | Gevelsberg           | 1749      | 1831 |                           |
| St. Peter           | Gevelsberg-Silschede | 1851 (um) |      | Steinkohle                |
| Vereinigte Trappe   | Gevelsberg-Silschede | 1876 (um) |      | Steinkohle; Konsolidation |

### Schwelm
Fossilien aus dem Schwelmer Bergbau finden sich in der Zimmermannschen Fossiliensammlung im Schwelmer Heimatmuseum im Haus Martfeld.
| Name               | Stadt und Ortsteil | Beginn | Ende | Anmerkungen                                                    |
| ------------------ | ------------------ | ------ | ---- | -------------------------------------------------------------- |
| Bergwerk Rodenfeld |                    |        |      | Schwefelkies, Brauneisenstein, in der Nähe des Hauses Martfeld |
| Zeche Schwelm      |                    |        |      | Besitzer war Harkort                                           |

### Sprockhövel
| Name                                 | Stadt und Ortsteil                  | Beginn         | Ende | Anmerkungen                          |
| ------------------------------------ | ----------------------------------- | -------------- | ---- | ------------------------------------ |
| Vereinigte Adolar                    | Sprockhövel                         | 1847           | 1909 |                                      |
| Agnes                                | Sprockhövel                         | 1854           |      |                                      |
| Alte Haase                           | Sprockhövel                         | 1692           | 1969 |                                      |
| Annaburg, Kleinzeche                 | Sprockhövel                         | 1950           | 1956 |                                      |
| Annaburg                             | Sprockhövel                         | 1919           | 1923 |                                      |
| Aschermittwoch                       | Sprockhövel-Niedersprockhövel       |                |      |                                      |
| Bock/Bockmühle                       | Sprockhövel                         |                | 1820 |                                      |
| Buschbank                            | Sprockhövel-Obersprockhövel         | 1687           | 1865 |                                      |
| Caninchen                            | Sprockhövel-Hiddinghausen           | 1661           | 1739 |                                      |
| Carl Rudolf                          | Sprockhövel                         |                |      |                                      |
| Caspar & Balthasar                   | Sprockhövel                         | 1717           | 1831 |                                      |
| Vereinigte Concordia                 | Sprockhövel-Sirrenberg              | 1822           | 1865 |                                      |
| Daniel                               | Sprockhövel                         |                | 1900 |                                      |
| Demuth                               | Sprockhövel                         |                |      |                                      |
| Deutschland                          | Sprockhövel-Haßlinghausen           | 1870           | 1930 |                                      |
| Dreckbank                            | Sprockhövel-Haßlinghausen           | 1754           | 1867 |                                      |
| Eggerbank                            | Sprockhövel-Haßlinghausen           | 1737           | 1821 |                                      |
| Feldgesbank                          | Sprockhövel-Scheven                 | 1650           | 1821 |                                      |
| Feldbank                             | Sprockhövel                         |                |      |                                      |
| Friedrich Wilhelm                    | Sprockhövel                         | 1733           | 1865 |                                      |
| Vereinigte Friedrich Wilhelm         | Sprockhövel                         | 1814           |      |                                      |
| Frischgewagt                         | Sprockhövel                         | 1743           | 1891 |                                      |
| Frischer Tag                         | Sprockhövel                         |                | 1890 |                                      |
| Frosch                               | Sprockhövel                         | 1650           | 1880 |                                      |
| Gabe Gottes                          | Sprockhövel                         | 1681           | 1841 |                                      |
| Gertgesbank                          | Sprockhövel                         | 1671           | 1821 |                                      |
| Glückauf                             | Gennebreck / Sprockhövel / Herzkamp | 1737           | 1889 | Steinkohle                           |
| Glückauf Barmen                      | Sprockhövel                         | 1898           |      |                                      |
| Glücksburg                           | Sprockhövel                         |                |      |                                      |
| Gnade Gottes                         | Sprockhövel                         |                |      |                                      |
| Gute Hoffnung                        | Sprockhövel-Haßlinghausen           | 1643           | 1650 |                                      |
| Haberbänkle                          | Sprockhövel                         |                |      |                                      |
| Haberbank                            | Sprockhövel                         | 1750           | 1829 |                                      |
| Hasenberg                            | Sprockhövel                         | 1682           | 1802 |                                      |
| Helene                               | Sprockhövel                         |                |      |                                      |
| Heller Mittag                        | Sprockhövel-Haßlinghausen           | 1845           | 1922 | Kleinzeche von 1948 bis 1953         |
| Hercules VIII                        | Sprockhövel                         | 1919           | 1930 |                                      |
| Herzkamp                             | Sprockhövel-Herzkamp                | 1849           | 1862 |                                      |
| Herzkämper Mulde                     | Sprockhövel-Obersprockhövel         | 1889           | 1898 |                                      |
| Herzkämper Erbstollen                | Sprockhövel-Herzkamp                | 1774           | 1842 |                                      |
| Herzkämper Grube                     | Sprockhövel                         | 1760           |      |                                      |
| Hövel, Schacht                       | Sprockhövel-Haßlinghausen           |                | 1905 |                                      |
| Hoffnungstal                         | Sprockhövel-Niederstüter            | 1952           | 1958 | auch Zeche Teufelsburg II            |
| Hohebank                             | Sprockhövel                         | 1687           |      |                                      |
| Holstein                             | Sprockhövel                         |                |      |                                      |
| Hütter Bank                          | Sprockhövel                         | 1655           | 1817 |                                      |
| Jutermann-Stolln                     | Sprockhövel                         | 1637           | 1830 |                                      |
| Vereinigte Kaninchen                 | Sprockhövel                         | 1855           | 1889 | auch Vereinigte Caninchen            |
| Kleine Windmühle                     | Sprockhövel                         | 1841           | 1930 |                                      |
| Kleinglück                           | Sprockhövel-Niedersprockhövel       | 1837           | 1842 |                                      |
| Knappbank                            | Sprockhövel                         | 1755           | 1867 |                                      |
| Lehnbank                             | Sprockhövel-Haßlinghausen           | 1650           | 1821 |                                      |
| Leveringsbank                        | Sprockhövel-Hiddinghausen           | 1694           | 1881 |                                      |
| Lina II                              | Sprockhövel-Gennebreck              | 1961           | 1964 | Kleinzeche                           |
| Luchs                                | Sprockhövel                         |                |      |                                      |
| Mihrbank                             | Sprockhövel                         | 1734           |      |                                      |
| Alte Mißgunst                        | Niedersprockhövel                   | Anfang 18. Jh. | 1820 |                                      |
| Mühler Bank                          | Sprockhövel                         | 1687           |      |                                      |
| Molly II                             | Sprockhövel                         | 1956           | 1965 |                                      |
| Nachtigall                           | Sprockhövel-Hiddinghausen           | 1739           | 1875 | 1643–1662 als Kohlbanck im Brunsberg |
| Vereinigte Nachtigall & Neuglück     | Sprockhövel-Hiddinghausen           | 1853           | 1889 | Steinkohle und Kohleneisenstein      |
| Nachtigall & Victoria                | Sprockhövel                         | 1875           | 1926 |                                      |
| Neu-Haßlinghausen                    | Sprockhövel-Haßlinghausen           | 1858           | 1875 |                                      |
| Vereinigte Neu-Herzkamp              | Sprockhövel-Herzkamp                | 1851           | 1911 | auch Kohleneisensteinabbau           |
| Vereinigte Neu-Hiddinghausen         | Sprockhövel-Hiddinghausen           | 1849           | 1908 |                                      |
| Neuglück                             | Sprockhövel-Hiddinghausen           | 1739           | 1853 |                                      |
| Oberleveringsbank                    | Sprockhövel-Hiddinghausen           | 1818           | 1856 |                                      |
| Oberste Bank                         | Sprockhövel-Horath-Scheven          | 1693           | 1824 |                                      |
| Regenbogen                           | Sprockhövel                         |                |      |                                      |
| Rudolphi                             | Gennebreck                          | 1847 (um)      |      | Steinkohle                           |
| Scheideweg                           | Hiddinghausen / Esborn              | 1870 (um)      |      | Steinkohle                           |
| Schelle                              | Sprockhövel                         | 1705           | 1829 |                                      |
| Vereinigte Schelle & Haberbank       | Sprockhövel                         | 1826           | 1853 |                                      |
| Scherenberg altes Werk               | Sprockhövel-Haßlinghausen           | 1797           | 1819 |                                      |
| Scherenberg                          | Sprockhövel-Haßlinghausen           | 1643           | 1704 |                                      |
| Sieper Mühle                         | Sprockhövel                         |                | 1890 |                                      |
| Sieper & Mühler Gruben               | Sprockhövel                         | 1700           | 1889 |                                      |
| Sperberg                             | Sprockhövel                         | 1722           | 1853 |                                      |
| Sperling                             | Sprockhövel                         | 1650           |      |                                      |
| Sprockhövel                          | Sprockhövel                         | 1881           | 1905 |                                      |
| Stock                                | Sprockhövel                         | 1450           |      |                                      |
| Stock & Scherenberg                  | Sprockhövel-Haßlinghausen           | 1675           | 1905 |                                      |
| Vereinigte Stock und Scherenberg     | Sprockhövel                         | 1898           |      |                                      |
| Stöckerdreckbank                     | Sprockhövel Herzkamp                | 1912           | 1930 |                                      |
| Sunderbank                           | Sprockhövel Hiddinghausen           | 1821           | 1861 |                                      |
| Trapperfeld                          | Sprockhövel-Hiddinghausen           | 1915           | 1930 |                                      |
| Ulrich                               | Sprockhövel                         | 1951           | 1966 | Zuerst Kleinzeche, später ausgebaut  |
| Union I                              | Sprockhövel-Scheven                 | 1854           | 1901 | Kohleneisenstein und Steinkohle      |
| Vereinigte Verborgenglück            | Sprockhövel-Hiddinghausen           | 1842           | 1907 | auch genannt Verborgen Glück         |
| Victoria                             | Sprockhövel                         |                | 1875 |                                      |
| Vogelbruch                           | Sprockhövel                         | 1792           |      |                                      |
| Wildenberg                           | Sprockhövel                         | 1758           |      |                                      |
| Vereinigte Wildenberg und Vogelbruch | Sprockhövel                         | 1814           |      |                                      |
| Zukunft                              | Sprockhövel                         |                |      |                                      |
| Zuversicht                           | Sprockhövel                         |                |      |                                      |

### Wetter
| Name                               | Stadt und Ortsteil   | Beginn     | Ende | Anmerkungen                                       |
| ---------------------------------- | -------------------- | ---------- | ---- | ------------------------------------------------- |
| Adler                              | Wetter               |            |      |                                                   |
| Argus                              | Wetter               | 1839       | 1921 |                                                   |
| Blumenthaler Erbstollen            | Wengern              | 1755       | 1846 |                                                   |
| Vereinigte Eulalia                 | Wetter               | 1858       | 1922 |                                                   |
| Flachsteich                        | Wetter               | 1739       | 1830 |                                                   |
| Freier Vogel                       | Wetter               | 1722       | 1870 |                                                   |
| Friedrich Wilhelm Erbstolln        | Wetter-Esborn        | 1805       | 1830 |                                                   |
| Vereinigte Friedrich Wilhelm       | Wetter-Esborn        | 1830       | 1844 | Steinkohle                                        |
| Vereinigte Knappschaft & Vogelsang | Wetter-Albringhausen | 1804       | 1859 |                                                   |
| Lilie                              | Wetter-Sandberg      | 1660       | 1934 |                                                   |
| Löwe                               | Wetter-Silschede     | 1721       | 1838 |                                                   |
| Löwe und Freier Vogel              | Wetter-Silschede     | 1828       | 1829 |                                                   |
| Vereinigte Löwe                    | Wetter-Silschede     | 1838       | 1855 |                                                   |
| Markana                            | Wengern              |            | 1913 |                                                   |
| Malakoff                           | Albringhausen        | 1949       | 1958 |                                                   |
| Neuwülfingsburg                    | Albringhausen        | 1935       | 1969 |                                                   |
| Rabe                               | Wetter-Schlehbusch   | 1817 (um)  |      | Steinkohle; konsolidiert zu Friedrich Wilhelm     |
| Regina                             | Schlebusch           | 1826       | 1830 |                                                   |
| Schlehbusch                        | Wetter-Esborn        | 1861 (um)  |      | Steinkohle; Konsolidation                         |
| Schlebuscher Erbstollen            | Wengern/Schlebusch   |            |      |                                                   |
| St. Georg                          | Wetter               |            |      |                                                   |
| St. Paul                           | Wetter               | 1727       | 1875 | zeitweise auch Zeche St. Peter & St. Paul genannt |
| St. Peter                          | Wetter               | 1645       | 1893 |                                                   |
| St. Peter Nebenflöz                | Wetter               | 1850-12-09 |      | Steinkohle; Geviertfeld                           |
| Strauß                             | Wetter               | 1705       | 1846 |                                                   |
| Trappe                             | Wetter               | 1550       |      |                                                   |
| Vereinigte Trappe                  | Wetter               | 1842       | 1944 |                                                   |
| Wülfingsburg                       | Wetter-Grundschöttel | 1761       | 1837 |                                                   |
| Vereinigte Wülfingsburg            | Wetter-Grundschöttel | 1837       | 1853 |                                                   |

### Witten
| Name                              | Stadt und Ortsteil           | Beginn     | Ende     | Anmerkungen                                                |
| --------------------------------- | ---------------------------- | ---------- | -------- | ---------------------------------------------------------- |
| Adolphine                         | Witten-Hammertal             | 1842       |          |                                                            |
| Alb                               | Witten-Vormholz              | 1952       | 1954     |                                                            |
| Albert Johann                     | Witten-Bommerholz            |            | 1950     |                                                            |
| Albert Ludwig II/III              | Witten-Hammertal             | 1955       | 1957     |                                                            |
| Albert Ludwig IV/V/VI             | Witten-Vormholz              | 1956       | 1961     |                                                            |
| Albrecht                          | Witten-Wengern               | 1950       | 1951     |                                                            |
| Vereinigte Alexander              | Witten                       | 1835       | 1841     |                                                            |
| Allgäu                            | Witten-Vormholz              | 1950       | 1960     |                                                            |
| Alte Bommerbank                   | Witten-Bommern               | 1743       | 1867     |                                                            |
| Alte Glück                        | Witten-Bommern               |            |          |                                                            |
| Alte Tür                          | Witten-Bommern               | 1946       | 1949     |                                                            |
| Altena                            | Witten-Bommern               | 1750       | 1850     |                                                            |
| Am Katloh I-III                   | Witten-Stockum               | 1954       | 1962     |                                                            |
| Anclam                            | Witten-Vormholz              | 1727       | 1808     |                                                            |
| Ankunft                           | Witten-Vormholz              | 1751       | 1828     |                                                            |
| Vereinigte Ankunft & Anclam       | Witten-Vormholz              | 1808       | 1854     |                                                            |
| Anna & Sybilla                    | Witten-Herbede               |            | 1924     |                                                            |
| Anna Auguste                      | Witten-Vormholz              |            | 1895     |                                                            |
| Argus                             | Witten-Bommern               |            | 1954     | 2 Kleinzechen mit dem Namen                                |
| Aufgottgewagt                     | Witten                       | 1750       | 1857     |                                                            |
| Auguste                           | Witten-Schnee                | 1922       | 1943     |                                                            |
| Augustus                          | Witten-Schnee                | 1771       | 1859     |                                                            |
| Belle Alliane                     | Witten-Vormholz              | um 1870    |          |                                                            |
| Berger                            | Witten                       |            |          |                                                            |
| Bergmann Erbstollen               | Witten-Wartenburg            | 1854       | 1960     |                                                            |
| Bergmann                          | Witten-Wartenberg            | 1777       | 1921     |                                                            |
| Berg-Zion                         | Witten                       |            | 1937     |                                                            |
| Billigkeit                        | Witten                       | 1766       | 1891     |                                                            |
| Blankenburg                       | Witten-Durchholz             |            |          |                                                            |
| Vereinigte Blankenburg            | Witten                       |            |          |                                                            |
| Bommerbänker Erbstolln            | Witten-Bommern               | 1799       | 1865     |                                                            |
| Bommerbänker Tiefbau              | Witten-Bommern               | 1862       | 1906     |                                                            |
| Bommerbank                        | Witten-Bommern               |            | 1950     |                                                            |
| Borbachtal                        | Witten                       | 1913       | 1962     |                                                            |
| Braunschweig                      | Witten-Bommern               | 1748       | 1886     |                                                            |
| Buchholz, Schacht                 | Witten-Buchholz              |            | 1956     |                                                            |
| Carl Friedrich                    | Witten-Heven                 |            |          |                                                            |
| Carthäuser Loch                   | Witten                       | 1724       | 1845     |                                                            |
| Charlotte                         | Witten-Vormholz              | 1783       | 1933     |                                                            |
| Christa                           | Witten-Vormholz              | 1949       | 1965     | aus der Umbenennung der Zeche Flöz Finefrau entstanden     |
| Christiana                        | Witten-Annen                 | 1785       | 1880     |                                                            |
| Cleverbank                        | Witten-Vormholz              | 1755       | 1962     | Umbenennung in Zeche Pleßbach                              |
| Cronenbank                        | Witten-Bommern               | 1787       | 1857     |                                                            |
| Egbert                            | Witten-Herbede               | 1962       | 1976     | Kleinzeche                                                 |
| Eleonore                          | Witten                       | 1739       | 1847     |                                                            |
| Elephant                          | Witten                       | 1756       | 1886     |                                                            |
| Elias Erbstollen                  | Witten-Herbede               | 1831       | 1909     |                                                            |
| Elisabethenglück                  | Witten-Durchholz             | 1831       | 1859     |                                                            |
| Vereinigte Emanuel                | Witten-Gedern                | 1924       | 1930     |                                                            |
| Engels                            | Witten-Durchholz             | 1924       | 1930     |                                                            |
| Fernerglück                       | Witten-Buchholz              | 1837       | 1927     |                                                            |
| Flößgraben                        | Witten-Vormholz              | 1836       | 1881     |                                                            |
| Friede                            | Witten-Vormholz              |            |          |                                                            |
| Vereinigte Friedrichsfeld         | Witten-Annen                 | 1803       | 1865     |                                                            |
| Frischauf                         | Witten-Hohenstein            | 1844       | 1873     |                                                            |
| Fortuna                           | Witten-Vormholz              | 1855       | 1925     |                                                            |
| Fortuna ins Westen/ins Osten      | Witten-Vormholz              | 1742       | 1855     |                                                            |
| Franziska                         | Witten                       | 1772       |          |                                                            |
| Franziska Tiefbau                 | Witten                       | 1839       | 1927     |                                                            |
| Friedrich Wilhelm                 | Witten-Vormholz              |            | 1959     |                                                            |
| Frielinghaus                      | Witten-Vormholz              | 1771       | 1925     |                                                            |
| Gekrönte Antonia                  | Witten-Herbede               | 1921       | 1930     |                                                            |
| Vereinigte Geschwind              | Witten-Buchholz              | 1844       | 1865     |                                                            |
| Gesellschafts-Erbstolln           | Witten-Heven                 | 1794       | 1842     |                                                            |
| Gideon                            | Witten-Durchholz             | 1771       | 1882     |                                                            |
| Gideon & St. Georg                | Witten                       | 1759       |          |                                                            |
| Vereinigte Gideon                 | Witten                       | 1882       |          |                                                            |
| Glückauf                          | Witten                       | 1950       | 1956     | 4 Kleinzechen                                              |
| Vereinigte Glückauf               | Witten-Durchholz             | 1762       | 1885     |                                                            |
| Glücksstern                       | Witten-Bommern               | 1748       | 1972     |                                                            |
| Gottlob                           | Witten-Bommern               | 1835       | 1913     |                                                            |
| Gottessegen                       | Witten-Durchholz             | 1760       | 1824     |                                                            |
| Gottsegnedich                     | Witten-Vormholz              | 1780       | 1835     |                                                            |
| Gute Hoffnung IV                  | Witten-Schnee                | 1948       | 1965     | vorher als Zeche Ergste-Schnee                             |
| Gute Hoffnung V                   | Witten-Borbach               | 1951       | 1966     | vorher als Zeche Klara                                     |
| Gutekauf                          | Witten-Bommern               | 1754       | 1852     |                                                            |
| Gut Glück                         | Witten-Vormholz              | 1953       | 1962     | Kleinzeche                                                 |
| Gut Glück & Wrangel               | Witten-Vormholz              | 1884       | 1925     | Nachfolgenutzung durch Kleinzeche Gut Glück                |
| Halbmond                          | Witten-Durchholz             |            |          |                                                            |
| Halter                            | Witten-Heven                 | 1837       | 1875     |                                                            |
| Vereinigte Hamburg                | Witten                       |            |          |                                                            |
| Vereinigte Hamburg & Franziska    | Witten                       | 1895       |          |                                                            |
| Hammerbank                        | Witten-Heven                 | 1733       | 1844     |                                                            |
| Hammerbank unter der Stollensohle | Witten-Heven                 | 1930       | 1954     |                                                            |
| Vereinigte Hammerthal             | Witten-Durchholz-Hammerthal  | 1831       | 1925     |                                                            |
| Vereinigte Hardenstein            | Witten-Hardenstein           | 1847       | 1950     |                                                            |
| Harmonie                          | Witten-Durchholz             | 1760       | 1869     | zeitweise Zeche Vereinigte Harmonie genannt                |
| Haus Brandenburg                  | Witten-Hammertal             | 1787       | 1882     |                                                            |
| Hazard                            | Witten-Vormholz              | 1726       | 1865     |                                                            |
| Heinrich                          | Witten-Heven                 | 1841       | 1869     |                                                            |
| Helena                            | Witten                       | 1800       | 1869     |                                                            |
| Helena Erbstolln                  | Witten                       | 1831       | 1852     |                                                            |
| Helene Gertrud                    | Witten-Bommern               | 1796       | 1925     |                                                            |
| Helene Nachtigall                 | Witten-Bommern               |            | 1933     |                                                            |
| Vereinigte Helene und Nachtigall  | Witten-Bommern               | 1883       | 1892     |                                                            |
| Helene Tiefbau                    | Witten                       | 1869       | 1883     |                                                            |
| Herbede                           | Witten-Herbede               | 1913       | 1972     | auch Zeche Holland genannt (nach dem Grubenfeld Holland)   |
| Herberholz                        | Witten-Vormholz              | 1854       | 1891     | auch Zeche Vereinigte Herberholz genannt                   |
| Hermann                           | Witten-Muttental             | 1750       | 1891     | auch Zeche als Zeche Österbank bekannt                     |
| Vereinigte Hermann                | Witten-Bommern               | 1891       | 1927     |                                                            |
| Hortensia                         | Witten-Herdecke              | 1836       | 1948     |                                                            |
| Johann                            | Witten-Annen-Hohenstein      | 1949       | 1955     |                                                            |
| Johanna                           | Witten-Durchholz             | 1820       | 1858     |                                                            |
| Jungmann, Gewerkschaft            | Witten-Herbede               | 1935       | 1939     |                                                            |
| Juliana                           | Witten-Annen                 | 1767       | vor 1856 |                                                            |
| Jupiter                           | Witten-Vormholz              | 1789       | 1950     |                                                            |
| Jupiter                           | Witten-Vormholz              | 1789       | 1950     |                                                            |
| Vereinigte Kassian                | Witten-Vormholz              | 1831       | 1882     | Konsolidation zu Vereinigte Gideon                         |
| Kleine Hamburg & Friedrich        | Witten                       | 1800       | 1894     | bereits im Jahr 1788 vermessen                             |
| Kleine Johann                     | Witten-Annen                 | 1752       | 1806     |                                                            |
| Knappsack                         | Witten                       | 1771       | 1856     |                                                            |
| Königskrone                       | Witten-Heven                 | 1755       | 1924     | von 1951 bis 1955 als Kleinzeche in Betrieb                |
| Kurze Eggersbank                  | Witten-Hardenstein           | 1748       | 1839     |                                                            |
| Kurzes Ende                       | Witten-Bommern               | 1830       | 1862     |                                                            |
| Lappenberg                        | Witten-Rüdinghausen          | 1775       | 1882     | nach 1945 als Gute Hoffnung III–VI in Betrieb              |
| Laurentius-Stollen                | Witten-Durchholz             | 1860       | 1940     |                                                            |
| Laustroer                         | Witten-Muttental             | 1951       | 1958     |                                                            |
| Lebrecht                          | Witten-Herbede               | 1848       | 1888     |                                                            |
| Leipzig                           | Witten-Bommern               | 1851       | 1868     |                                                            |
| Lina 1                            | Witten-Vormholz              | 1947       | 1958     |                                                            |
| Louischen                         | Witten-Bommern               | 1854       | 1884     |                                                            |
| Zeche Louisenglück                | Witten-Bommern               | 1821       | 1853     |                                                            |
| Vereinigte Louisenglück           | Witten-Bommern               | 1853       | 1891     | Von 1948 bis 1950 Kleinzeche auf dem Grubenfeld in Betrieb |
| Louisenglück ins Osten            | Witten-Bommern               | 1834       | 1885     |                                                            |
| Luise Glück                       | Witten                       | 1855       | 1951     |                                                            |
| Mallinkrodt                       | Gedern                       | 1850 (um)  |          | Steinkohle                                                 |
| Martha                            | Witten-Bommern               | 1768       | 1832     |                                                            |
| Maximus                           | Witten-Vormholz              | 1731       | 1906     |                                                            |
| Merklingsbank                     | Witten-Bommern               | 1732       | 1821     |                                                            |
| Minna                             | Witten-Vormholz              | 1948       | 1964     | Kleinzeche                                                 |
| Morgenstern                       | Witten-Vormholz              | 1767       | 1851     | ab 1815 weiter als Zeche Vereinigte Morgenstern Tiefbau    |
| Morgenstern ins Osten             | Witten-Vormholz              | 1774       | 1841     |                                                            |
| Morgenstern ins Westen            | Witten-Vormholz              | 1800       | 1840     |                                                            |
| Muttental                         | Witten-Herbede               | 1934       | 1950     |                                                            |
| Nachgedacht                       | Witten-Durchholz             | 1842       | 1933     |                                                            |
| Nachtigal                         | Witten-Bommern               | 1716       | 1892     | Industriemuseum                                            |
| Nachtigall Tiefbau                | Witten                       |            |          |                                                            |
| Vereinigte Nachtigall             | Witten-Bommern               | 1921       | 1945     | Kleinzeche                                                 |
| Neubommerbank                     | Witten-Bommern               | 1743       | 1882     |                                                            |
| Neugottsegnedich                  | Witten-Bommern               | 1835       | 1957     |                                                            |
| Neue Steinkuhle                   | Witten-Heven                 | 1783       | 1855     |                                                            |
| Neuglück & Stettin                | Witten-Muttental             | 1758       | 1934     | von 1758 bis 1796 als Zeche Neuglück                       |
| Neugottsegnedich                  | Witten-Durchholz             | 1835       | 1861     |                                                            |
| Oberste Frielinghaus              | Witten-Bommern               | 1751       | 1928     |                                                            |
| Orion                             | Witten-Vormholz              | 1956       | 1960     | Kleinzeche                                                 |
| Österbank                         | Witten-Vormholz              | 1831       | 1856     |                                                            |
| Pafaba                            | Witten-Durchholz             | 1952       | 1965     | Kleinzeche                                                 |
| Peter Caspar                      | Witten-Borbeck               | 1767       | 1824     |                                                            |
| Portbänker Erbstollen             | Witten                       | 1752       | 1855     | Erbstollen                                                 |
| Portbank                          | Witten                       | 1737       | 1859     |                                                            |
| Vereinigte Reiger                 | Witten-Hardenstein           | 1695       | 1847     |                                                            |
| Renate                            | Witten                       | 1950       | 1954     | Kleinzeche                                                 |
| Ringeltaube                       | Witten                       | 1819       | 1972     |                                                            |
| Roman                             | Witten-Heven                 | 1835       | 1867     |                                                            |
| Vereinigte Ruhrmannsbank          | Witten-Borbecke              | 1824       | 1859     |                                                            |
| Rummelskirchen                    | Witten-Kämpen                | 1751       | 1896     |                                                            |
| Saturn                            | Witten-Bommern               | 1788       | 1881     |                                                            |
| Schöne Aussicht                   | Witten-Wartenberg            | 1840       | 1920     |                                                            |
| Siegfried                         | Witten-Annen                 | 1957       | 1966     | Kleinzeche (Nachfolgebetrieb)                              |
| Vereinigte Siegfried              | Witten-Annen                 | 1835       | 1897     |                                                            |
| Sonnenschein                      | Witten-Heven                 |            | 1918     |                                                            |
| Sophia                            | Witten                       | 1740       | 1806     |                                                            |
| St. Johannes Erbstollen           | Witten                       |            | 1958     |                                                            |
| St. Georg                         | Witten-Durchholz             | 1748       | 1882     |                                                            |
| St. Josephus                      | Witten-Vormholz              | 1787       | 1928     |                                                            |
| Steinbergerbank                   | Witten-Stockum               | 1752       | 1832     |                                                            |
| Steinhardtsbank                   | Witten-Stockum               | 1728       | 1823     |                                                            |
| Stephansbank                      | Witten                       | 1765       | 1832     |                                                            |
| Stralsund                         | Witten-Vormholz              | 1726       | 1926     |                                                            |
| Sybilla                           | Witten-Vormholz              | 1737       | 1924     |                                                            |
| Taugenicht                        | Witten-Herbede               | 1920       |          | Umbenennung der Zeche in Zeche Cleverbank                  |
| Theodora                          | Witten-Hohenstein            | 1766       | 1856     |                                                            |
| Theophilus                        | Witten-Durchholz             | 1822       | 1954     | Umbenennung aus Zeche Ferdinand                            |
| Theresia                          | Witten-Bommern               |            | 1854     | Zechenbahnmuseum                                           |
| Thuegut                           | Witten-Vormholz              | 1729       | 1919     | Übernahme durch Cleverbank                                 |
| Timmerbeil                        | Witten-Wartenberg-Hohenstein | 1729       | 1856     |                                                            |
| Timmerbeil Tiefbau                | Witten-Wartenberg-Hohenstein | 1856       | 1873     |                                                            |
| Tinsbank                          | Witten-Durchholz             | 1754, 1923 | 1940     |                                                            |
| Tulpian                           | Witten-Durchholz             | 1740       | 1827     |                                                            |
| Vereinigte Tulpian                | Witten-Durchholz             | 1827       | 1937     |                                                            |
| Turteltaube                       | Witten                       | 1731       | 1837     |                                                            |
| Vereinigungsstollen               | Witten                       | 1803       | 1925     |                                                            |
| von Goeben                        | Witten-Gedern                | 1920       | 1923     |                                                            |
| Verlorene Posten in der Borbecke  | Witten-Borbecke              | 1766       | 1859     |                                                            |
| Vincenz                           | Witten                       | 1917       | 1924     |                                                            |
| Vereinigte Wallfisch              | Witten                       | 1832       | 1898     |                                                            |
| Vereinigte Walfisch               | Witten                       | 1855       | 1898     |                                                            |
| Weselbank                         | Witten-Hardenstein           | 1739       | 1840     |                                                            |
| Widerlage                         | Witten                       | 1750       | 1832     |                                                            |
| Witten                            | Witten-Bommern               | 1935       | 1967     |                                                            |
| Wunderbar                         | Witten                       | 1783       | 1935     |                                                            |